# Nõmme (Lääne-Nigula)
Koordinaten: 58° 54′ N, 23° 56′ O
Nõmme (deutsch Nömme) ist ein Dorf (estnisch küla) in der Landgemeinde Lääne-Nigula (bis 2017: Landgemeinde Martna) im Kreis Lääne in Estland.
Der Ort hat sechs Einwohner (Stand 31. Dezember 2011). Er liegt 21 Kilometer südöstlich der Landkreishauptstadt Haapsalu.